# Orde de les Arts i les Lletres d'Espanya
L'Orde de les Arts i les Lletres d'Espanya (oficialment Orden de las Artes y las Letras de España) es concedeix tant a persones físiques com jurídiques, nacionals o estrangeres, que s'hagin distingit en la difusió de la cultura i imatge d'Espanya, a través de les seves obres o de l'activa participació en àmbits relacionats amb la creació artística o literària.
És atorgada pel Rei d'Espanya mitjançant un Reial decret, decidint les candidatures proposades el Ministeri de Cultura d'Espanya o departament responsable de l'acció cultural. Abans de la seva concessió és necessària una deliberació del Govern i, en el cas de persones o entitats estrangeres, també una consulta al Ministeri d'Afers exteriors. El lliurament d'aquesta orde correspon al titular del Ministeri de Cultura o departament que hagi assumit les funcions d'aquest.
Aquesta orde compta amb una única categoria i és de caràcter merament honorífic, ja que no comporta cap dret econòmic. El seu atorgament implica el tractament protocol·lari d'Excel·lentíssim Senyor o d'Excel·lentíssima Senyora. Està regulada pel Reial decret 1320/2008, de 24 de juliol, i va ser una iniciativa de César Antonio Molina, Ministre de Cultura en aquella època (2008).
La insígnia de l'orde, que no apareix descrita en la seva norma reguladora, consisteix en una medalla de forma quadrada pendent d'un cordó de color carmesí. Va ser dissenyada per Antoni Tàpies i el seu motiu posseeix l'estil característic d'aquest artista en tractar-se d'una obra abstracta en la qual s'inclouen alguns signes.

## Condecorats
- 2008
  - Richard Serra[3]
- 2009
  - Zahi Hawass[4]
  - Claudio Magris[5]
  - Predrag Matvejevic[6]
  - Hans Magnus Enzensberger[7]
  - Dong Yanseng[8]
  - Jean-Claude Carrière[9]
  - Konstantinos Gavras[10]
  - Oscar Niemeyer[11]
  - Haruki Murakami[12]
- 2010
  - Metropolitan Museum of Art de Nova York
  - Museu d'Art i Història de Ginebra
  - Museu Reial de Belles Arts de Bèlgica
  - Museu del Louvre
  - National Gallery de Londres
  - Direcció dels Museus de França
  - Rijksmuseum
  - Tate Gallery de Londres
  - Wallace Collection de Londres
  - Joan Baez
  - Richard Peña
  - José Luis Sampedro
  - José Andrés
  - Barbara Probst Solomon
  - Luis Rojas Marcos
- 2011
  - Plácido Domingo
  - Jorge Semprún (A títol pòstum)[13]
  - Hubert Taffin de Givenchy[14]
- 2011, 2012, 2013 y 2014
  - Sense concessions